# Мабянь-Иский автономный уезд
Мабянь-Иский автономный уезд (кит. упр. 马边彝族自治县, пиньинь Mǎbiān Yízú zìzhìxiàn) — автономный уезд городского округа Лэшань провинции Сычуань (КНР).

## История
В 1914 году был образован уезд Мабянь (马边县).
В 1952 году был образован Специальный район Лэшань (乐山专区), и уезд Мабянь вошёл в его состав. В 1970 году Специальный район Лэшань был переименован в Округ Лэшань (乐山地区). В 1984 году уезд Мабянь был преобразован в Мабянь-Иский автономный уезд. В 1985 году округ Лэшань был преобразован в городской округ Лэшань.

## Административное деление
Мабянь-Иский автономный уезд делится на 5 посёлков и 15 волостей.

## Население
Из 200 тысяч проживающих в уезде человек к титульной национальности и относится около 50 тысяч. Помимо них проживают мяо, а также небольшое количество хуэйцзу и чжуанов.